# Kallas Päivärinta
Kallas Untamo Päivärinta, född 21 juni 1889 i Villmanstrand, död 1967 i Spanien (hemmahörande i Västerås), var en finländsk-svensk lärare och präst. Han var farfar till Susie och Lili Päivärinta.
Päivärinta, som var son till Jaakko Päivärinta och Sigrid Augusta Cederberg, avlade studentexamen vid Åbo klassiska lyceum 1908, blev filosofie kandidat 1916, avlade handelsskolärarexamen 1919, teologisk dimissionsexamen 1926, prästvigdes 1926 och avlade pastoralexamen 1930. Han var lärare vid Kides folkhögskola 1911–1912, vikarierande rektor vid Mellersta Savolax folkhögskola 1917, e.o. lärare vid Koivula uppfostringsanstalt 1918–1920, vikarierande lärare Tammerfors handelsläroverk och i Tammerfors tekniska institut 1918, rektor vid Räisälä folkhögskola 1919–1920, vid Parikkala samskola 1920–1921, ordinarie lärare vid Kemi samskola 1921–1925, tillförordnad äldre lektor vid Kemi lyceum 1925–1926, tillförordnad präst i Petsamo 1926–1930, tillförordnad folkskolinspektör där 1926–1928, tillförordnad kyrkoherde i Vuolijoki 1930 samt blev kontraktsadjunkt i Lappmarkens första kontrakt 1930 och i Lappmarkens tredje kontrakt 1944. Han företog en studieresa från Petsamo till Sverige och Norge med stipendium 1929. Han var medlem av studentsången i Helsingfors och Jämernas kör i Tammerfors, av Murjeks byggnadskommitté och Murjeks sångkör. Han var svensk medborgare sedan 1930.